# هيدروكسيد الكوبالت الثنائي
 هيدروكسيد الكوبالت الثنائي مركب كيميائي له الصيغة Co(OH)2، ويكون على شكلين، أحدهما مسحوق بلوري زهري اللون، وهو الشكل الثابت منهما،  والآخر ذو لون أزرق مخضر.

## الخواص
- لا ينحل هيدروكسيد الكوبالت الثنائي في الماء بشكل عملي، لكنه ينحل في الأحماض والأمونياك.
- تشابه البنية البلورية لهيدروكسيد الكوبات الثنائي بنية معدن البروسيت Brucite ويوديد الكادميوم.[5]
- يتفكك هيدروكسيد الكوبالت الثنائي بالتسخين تحت الفراغ إلى أكسيد الكوبالت الثنائي، والذي يتأكسد إلى هيدروكسيد الكوبالت الثلاثي Co(OH)3 بالتماس مع الهواء.[3] أما التفكك الحراري تحت الهواء فيعطي أكسيد الكوبالت الثنائي والثلاثي Co3O4، وهو أكسيد يجمع الكوبالت بحالتي الأكسدة الثنائية والثلاثية، وذلك عند درجات حرارة تتجاوز 300°س.[6][7][8]
- يشكل هيدروكسيد الكوبالت الثنائي في الأوساط القلوية القوية معقدات تساندية من الكوبالتات الثنائية ذات اللون الأزرق الغامق  2- [Co(OH)4] و 4- [Co(OH)6] وذلك باستقباله لأيونات هيدروكسيد إضافية.[5]

## التحضير
يحضر هيدروكسيد الكوبالت الثنائي مخبرياً من تفاعل هيدروكسيد قلوي مثل هيدروكسيد الصوديوم مع محلول مائي من أملاح الكوبالت مثل كلوريد الكوبالت وذلك في تفاعل ترسيب كما في المعادلة:
CoCl2 + 2NaOH → Co(OH)2 ↓ + 2NaCl

## الاستخدامات
يضاف هيدروكسيد الكوبالت الثنائي إلى ثنائي سيليسيد الحديد iron disilicide ، والمستعمل كسيراميك شبه موصل (semiconducting ceramics) من النمط n له خواص كهرحرارية مميزة.